# Красная дорога
«Кра́сная доро́га» (англ. Red Road) — фильм режиссёра Андреа Арнольд, вышедший на экраны в 2006 году.

## Сюжет
Джеки работает оператором системы охранного видеонаблюдения. Каждый день она охраняет маленькую часть мира, защищая жизни людей своим пристальным взглядом. Однажды мужчина появился на экране её монитора — мужчина, которого она думала больше никогда не увидит снова, мужчина, которого никогда не хотела увидеть снова. Но, теперь у неё нет выбора — кроме как вынудить его встретиться с ней лицом к лицу.

## Награды и номинации
- Приз жюри 59-го Каннского кинофестиваля (2006 год)
- Награда им. Карла Формана на 60-й церемонии вручения наград премии BAFTA (2007 год)

## В ролях
- Кейт Дики — Джеки
- Тони Карран — Клайд
- Мартин Компстон — Стив
- Натали Пресс — Эприл
- Пол Хиггинс[англ.] — Эйвери

## Съёмочная группа
- Режиссёр: Андреа Арнольд
- Сценарий: Андреа Арнольд
- Продюсеры: Кэрри Комерфорд
- Исполнительные продюсеры: Джиллиан Берри (Gillian Berrie), Клэр Чапман (Claire Chapman), Леонард Крукс (Leonard Crooks), Сиссе Граум Йоргенсен (Sisse Graum Jørgensen), Дэвид М. Томпсон[англ.], Пол Триджбитс (Paul Trijbits)
- Оператор: Робби Райан
- Подбор актёров: Кэхлин Кроуфорд (Kahleen Crawford), Дэс Хэмилтон (Des Hamilton)
- Художник по костюмам: Кэрол Кей. Миллар (Carole K. Millar)

Производство «UK Film Council», «Scottish Screen», «Glasgow Film Office», «BBC Films», «Zoma Films», «Verve Pictures», «Sigma/Zentropa»